# Acacia trigonophylla
Acacia trigonophylla är en ärtväxtart som beskrevs av Meissner. Acacia trigonophylla ingår i släktet akacior, och familjen ärtväxter. Inga underarter finns listade i Catalogue of Life.